# Nuffield Organisation
La Nuffield Organisation era una casa automobilistica inglese, nata nel 1938 dall'unione fra la Morris Motor Company, la MG Car Company e la Riley.

## Storia

### Seconda guerra mondiale
Nel 1938, lo stesso anno in cui viene nominato Visconte di Nuffield, William Morris riunisce la Morris Motor Company, che aveva già acquisito la Wolseley nel 1927, la MG Car Company e la Riley in un'unica organizzazione: la Nuffield Organisation. Allo scoppio della seconda guerra mondiale, viene ingaggiata nella produzione militare del motore per carro armato Liberty L-12, nella variante Nuffield Liberty. Nel 1939 una sussidiaria ha la possibilità di entrare nella produzione del Covenanter, ma opta per lo sviluppo di una propria versione del disegno, creando il Crusader. Il modello successivo è il Cavalier, che però non avrà un seguito operativo a causa della scarsa potenza del motore Liberty e dell'eccessivo peso. L'ultimo carro armato prodotto è il Cromwell.
Altri veicoli prodotti per scopi militari furono il Morris C8 e il Terrapin.

### Dopoguerra

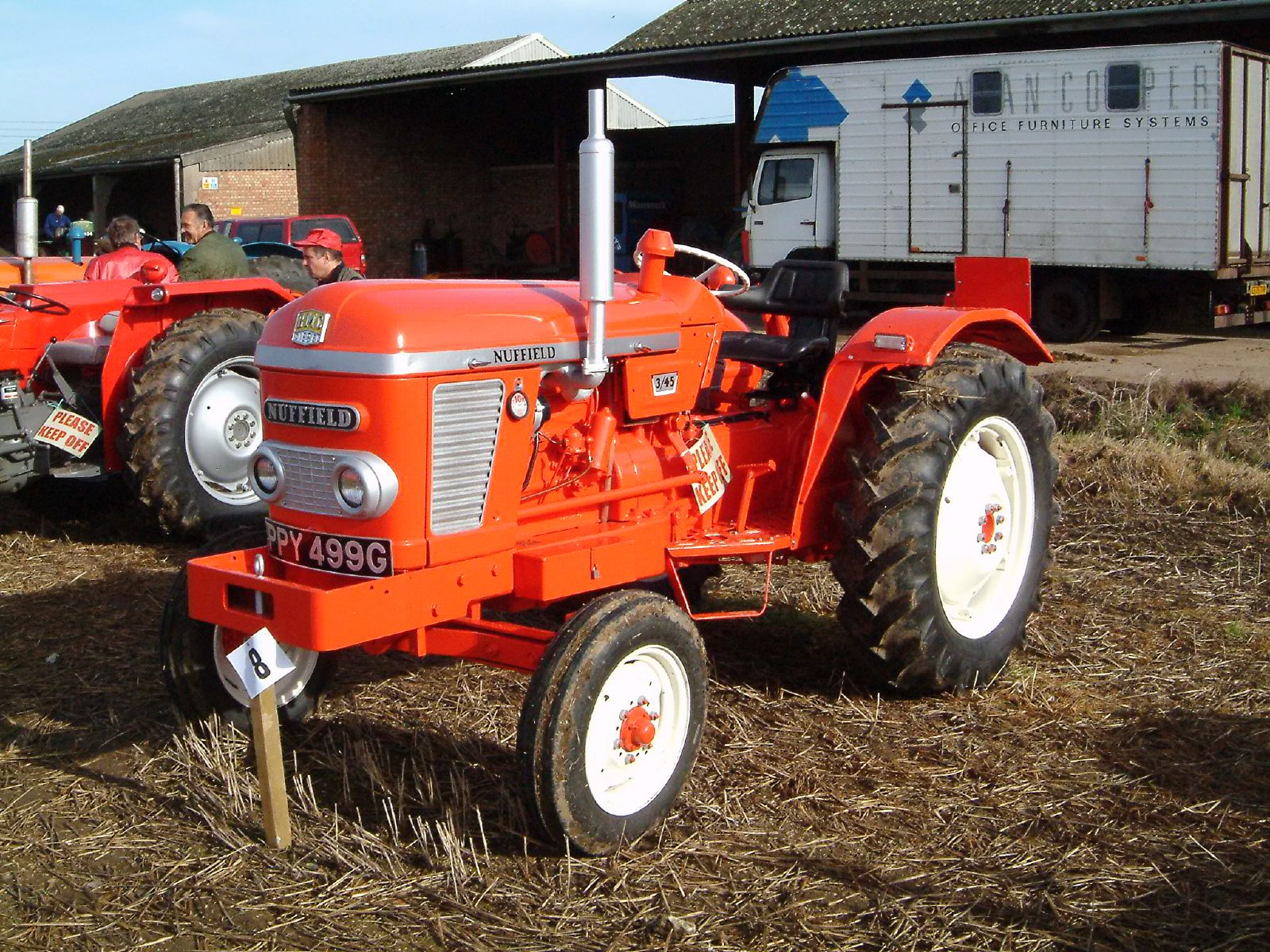
Nuffield 3 45

L'attività civile riprende nel 1940. Nel 1946, l'allora vice presidente Sir Miles Thomas, annuncia che incomincerà la produzione di trattori agricoli, cosa che avvenne nel dicembre del 1948, con la presentazione della Nuffield Universal tractor al Smithfield show. La produzione avviene nella fabbrica della Wolseley a Birmingham.
Nel 1952 avviene la fusione fra Nuffield Organisation e Austin Motor Company, formando British Motor Corporation.
In seguito alla fusione della BMC con Leyland Motors, Nuffield Universal tractor diventa Leyland tractors nel 1968 e la produzione viene spostata a Bathgate.

## Elenco dei modelli

### Veicoli corazzati
- Cruiser Mk III
- Mk V Covenanter
- Mk VI Crusader
- Mk VII Cavalier
- Mk VIII Cromwell

### Trattori
- Nuffield Universal 4